# Mědník
Mědník (též Měděnec, německy Kupferhübel) je 910 metrů vysoký vrch v Krušných horách, pod jehož jižním svahem se rozkládá vesnice (původně horní město) Měděnec. Vrch se nachází v okrese Chomutov na území Ústeckého kraje. Vrch je od roku 2023 chráněna jako přírodní památka Mědník.

## Historie
Historie města Měděnec je už téměř tisíc let spjata s dolováním převážně železné a stříbronosné měděné rudy v okolí i přímo na samotném Mědníku. První doložené zprávy o této činnosti pocházejí z roku 1449. V roce 1520 obdrželo městečko Měděnec právo svobodného výkupu stříbra. Těžba v Dole Měděnec na úpatí vrch probíhala s přestávkami až do roku 1992. Na svazích Mědníku jsou dodnes patrné pozůstatky středověkého dolování. Na vrcholu dal vévoda Julius František Sasko-Lauenburský v roce 1674 postavit kapli Neposkvrněného početí Panny Marie. Na jihozápadním svahu pod vrcholem stojí i kaple Srdce Ježíšova, postavená v roce 1935.
Na východním svahu stával od 19. století hotel s hostincem Kupferhübel. Ten několikrát vyhořel a po posledním požáru 5. srpna 1939 už nebyl obnoven.

## Geologie
Pahorek Mědníku vznikl vypreparováním skarnového tělesa z méně odolných okolních svorů oblasti krušnohorsko-smrčinského krystalinika. Skarn je zde tvořený pyroxeny, amfiboly, granáty, biotitu, chloritu, epidotu, křemene a karbonátů. Předmětem těžby byly především rudní minerály magnetit, chalkopyrit, pyrit a vzácněji galenit, sfalerit nebo jiné minerály stříbra a mědi.

## Hornické památky

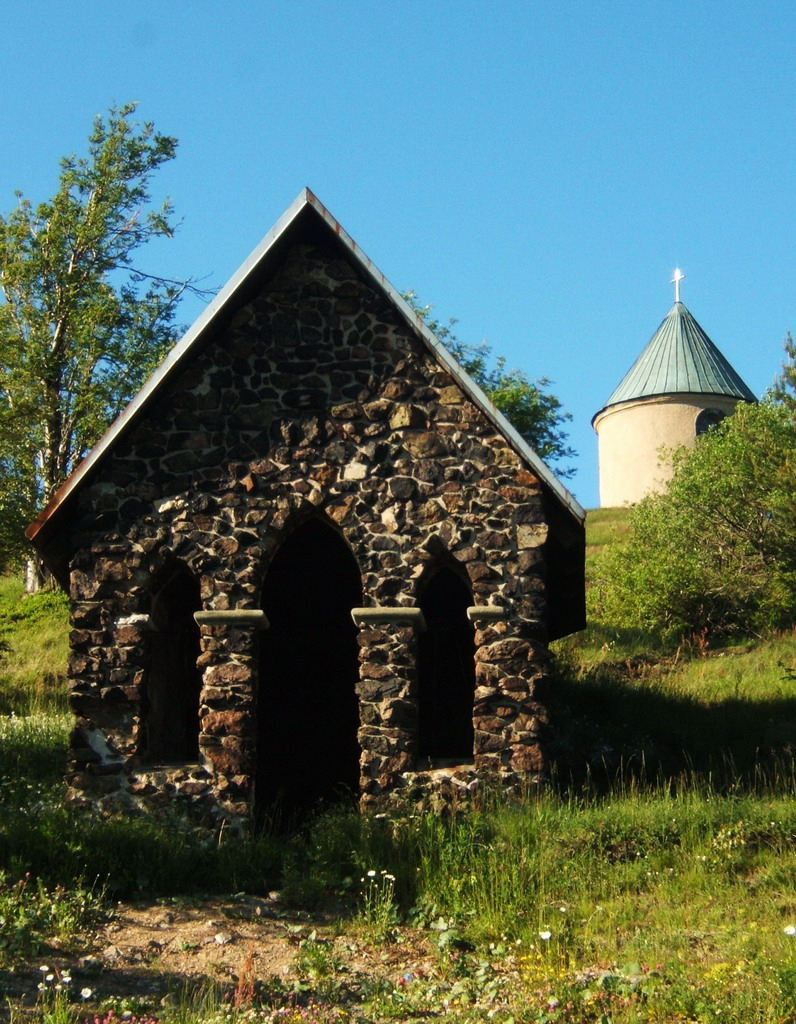
Kaple Srdce Ježíšova

### Štola Marie Pomocné a štola Země zaslíbená
V roce 1910 byla pro turisty zpřístupněna štola Marie Pomocné (německy Mariahilf) s malachitovým pokryvem stěn. Po první světové válce však už nebyla přístupná. V devadesátých letech 20. století se nadace Garmica provozující Důl Měděnec rozhodla zpřístupnit jednu ze štol na jižním úpatí. Se zánikem nadace po třech letech však byly prostory opět uzavřeny. V roce 2006 byly štoly rekonstruované a v květnu roku 2007 byly štoly znovu zpřístupněné veřejnosti. Z důvodu neshod mezi majiteli štoly a majitelem přístupových pozemků byla od roku 2012 štola Marie Pomocné pro návštěvníky uzavřena. Dalším z historických důlních děl je štola Země zaslíbená, která byla v roce 2013 prohlášena kulturní památkou a zpřístupněna veřejnosti.

### Montanregion Krušné hory
V rámci přeshraničního projektu Montanregion Krušnohoří bylo navrženo k zapsání do seznamu Světového kulturního dědictví UNESCO 35 hornických památek, z toho patnáct z České republiky. Mezi těmito českými památkami jsou i historické štoly na Mědníku. Dne 20. ledna 2014 saský ministr vnitra Markus Ulbig a český ministr kultury Jiří Balvín podepsali společnou dokumentaci k německo-české žádosti o zápis Hornické kulturní krajiny Erzgebirge/Krušnohoří na Seznam světového dědictví UNESCO. Centrum světového dědictví v Paříži mělo začít žádost posuzovat v únoru 2015 s výhledem na konečný verdikt v průběhu roku 2016. Celý postup však byl odložen a zápis na Seznam světového dědictví UNESCO byl realizován až 6. července 2019.

## Poloha, okolí a dostupnost
Mědník leží na hřebeni Krušných hor a je zdaleka viditelnou dominantou. Poskytuje i výhled do dalekého okolí. Severního úpatí Mědníku obtáčí železniční Chomutov–Vejprty. Za ní se nacházel areál bývalého dolu Měděnec s velkým poddolovaným územím. Těžba v dole skončila v roce 1992, území je částečně zalesněné a bez osídlení.
Klub českých turistů pořádá každoročně „Výstup pro velikonoční vajíčko na Mědník“. Výchozím bodem výstupu je Klášterec nad Ohří.

## Výhled
Na severní straně je nejbližší dominantou Velký Špičák, východněji se rozkládá údolní nádrž Přísečnice s Jelení horou. Východně a severovýchodně stojí na hřebeni Krušných hor více než dvacet větrných elektráren. Jihovýchodním směrem lze vidět západní část Podkrušnohorské pánve s komíny elektráren, doly, ale také plochu Nechranické přehrady a v údolí Ohře ležící města Klášterec nad Ohří a Kadaň.
Pohled jižním směrem skýtá výhled Měděnec a níže údolí Ohře od Perštejna po Klášterec nad Ohří. Za řekou se vypínají ležící hřebeny Doupovských hor. Západním směrem leží vrcholy Meluzína, Klínovec a Fichtelberg.

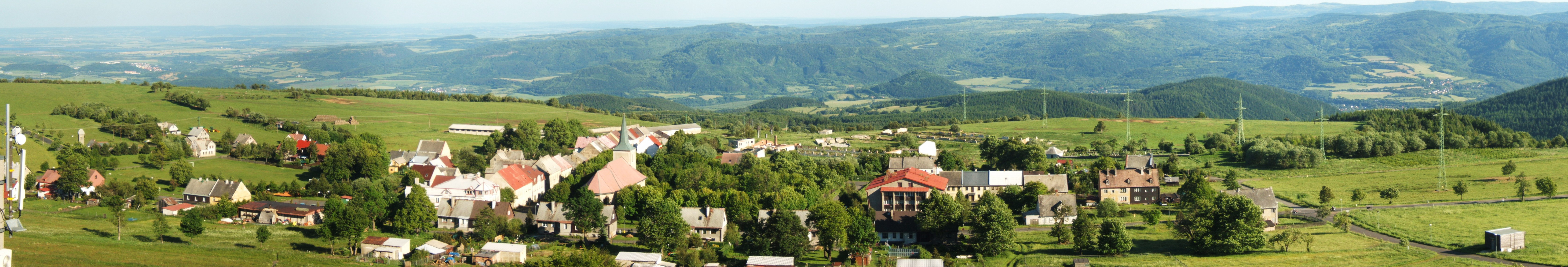
Pohled z Mědníku na Měděnec a údolí Ohře a Doupovské hory